# Wjasemski

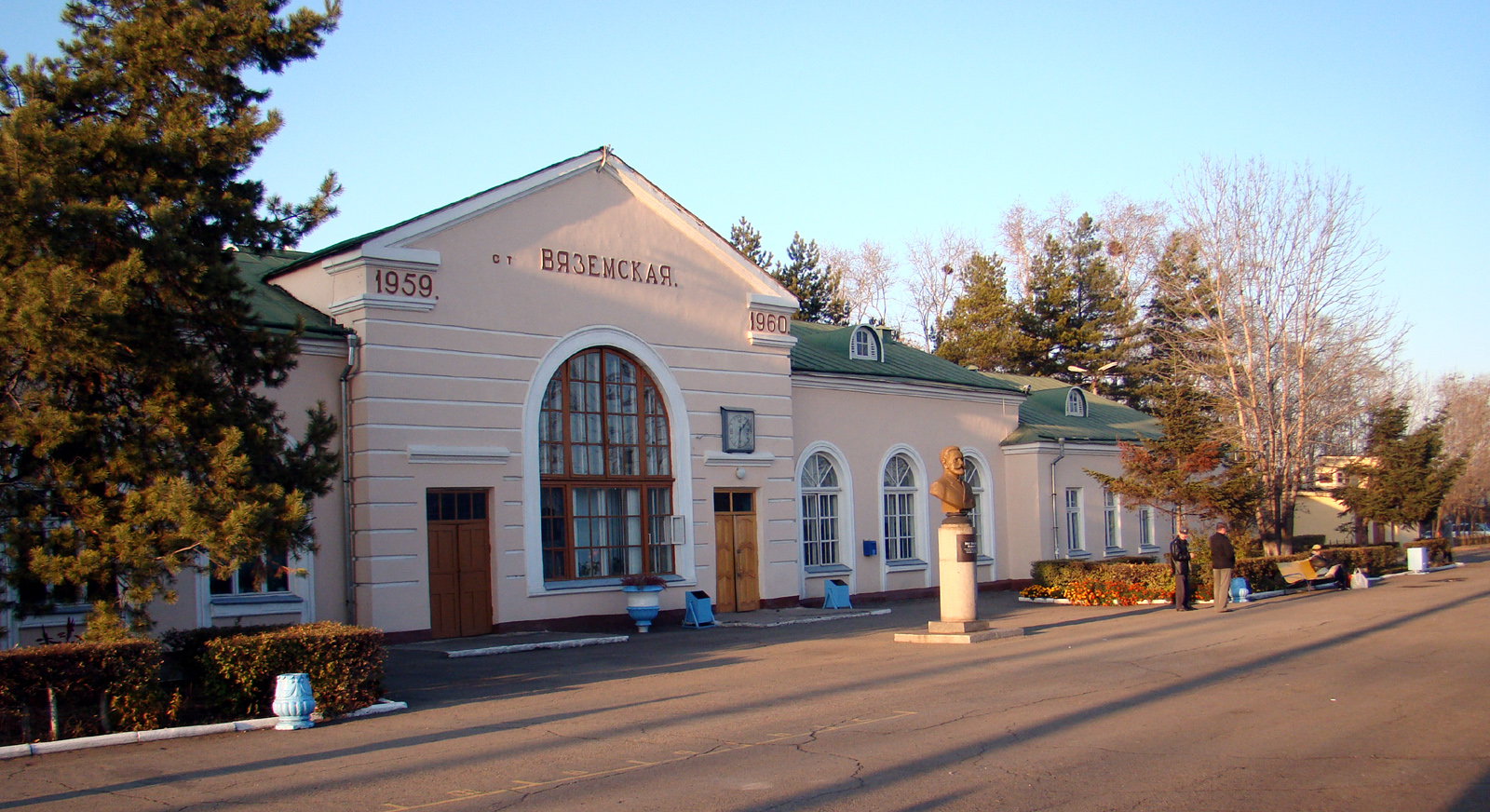
Bahnhof Wjasemskaja

Wjasemski (russisch Вя́земский) ist eine Stadt in der Region Chabarowsk (Russland) mit 12.775 Einwohnern (Stand 1. Oktober 2021).

## Geographie
Die Stadt liegt in der Ussuriniederung, etwa 120 km südlich der Regionshauptstadt Chabarowsk, einige Kilometer östlich des Ussuri nahe der chinesischen Grenze.
Die Stadt Wjasemski ist Verwaltungszentrum des gleichnamigen Rajons.

## Geschichte
Wjasemski entstand 1894 im Zusammenhang mit dem Bau der Ussuri-Eisenbahn Chabarowsk – Wladiwostok, welche 1897 eröffnet und später Teil der Transsibirischen Eisenbahn wurde. Benannt wurden Ort und Bahnstation nach dem Bauleiter der Strecke, Ingenieur Orest Wjasemski. 1938 erhielt der Ort den Status einer Siedlung städtischen Typs und 1951 Stadtrecht.

### Bevölkerungsentwicklung
| Jahr | Einwohner |
| ---- | --------- |
| 1939 | 11.902    |
| 1959 | 17.957    |
| 1970 | 18.365    |
| 1979 | 18.919    |
| 1989 | 18.426    |
| 2002 | 15.760    |
| 2010 | 14.555    |
| 2021 | 12.775    |

Anmerkung: Volkszählungsdaten

## Kultur und Sehenswürdigkeiten
In Wjasemski gibt es ein kleines Heimatmuseum.

## Wirtschaft und Infrastruktur
Die Wirtschaft der Stadt wird von Betrieben der holzverarbeitenden, Lebensmittel- und Baumaterialienwirtschaft sowie des Eisenbahnverkehrs bestimmt.
Wjasemski besitzt einen Bahnhof an der Transsibirischen Eisenbahn (Stationsname Wjasemskaja, Streckenkilometer 8651 ab Moskau). Bis hierher verkehren Vorortzüge (Elektritschkas) ab Chabarowsk. Außerdem liegt die Stadt an der Fernstraße M60 „Ussuri“ Chabarowsk–Wladiwostok.